# A nevem: Piros
A nevem: Piros a Nobel-díjas Orhan Pamuk török író 1998-ban megjelent Isztambulban 1591-ben játszódó történelmi regénye. Az angol fordítás 2003-ban elnyerte az International IMPAC Dublin Literary Award díjat, a francia verzió 2002-ben a Legjobb külföldi könyv díját, míg az olasz a Grinzane Cavour díjat. A regény megalapozta Pamuk nemzetközi elismerését és hozzájárult, hogy 2006-ban megkapja a Nobel-díjat.

## Szereplők
- Finom efendi, a meggyilkolt miniatűrfestő (miniátor), aki a regény első fejezetében meggyilkolásának körülményéről és a túlvilágról mesél;
- Fekete, volt miniatűrfestő, aki 12 év Perzsiában töltött év után visszatér Isztambulba;
- Sógor efendi, Eniste, Fekete anyai nagybácsija, akit a szultán megbízott, hogy nyugati stílusban készítsen el egy titkos könyvet;
- Seküre, Sógor efendi szépséges lánya, özvegy, kétgyermekes anya, Fekete szerelme
- Sevket, Seküre nagyobb, hétéves fia;
- Orhan, Seküre kisebb, hatéves fia;
- Hasan, Seküre férjének kisebb testvére;
- Hajrije, fiatal rabszolga Sekürecsaládjában, Sógor ágyasa
- Oszmán mester, a szultán miniatürista műhelyének vezetője
- Lepke efendi, miniatűrfestő, az egyik gyanúsított
- Gólya efendi, miniatűrfestő, az egyik gyanúsított
- Oliva efendi, miniatűrfestő, az egyik gyanúsított
- Eszter, egy zsidó asszony
- Neszím, Eszter férje
- Nuszret hodzsa, fanatikus erzurumi muzulmán prédikátor, aki ellenzi a kávéfogyasztást és festészetet;
- egy kutya a harmadik fejezet elbeszélője;
- egy fa, a tizedik fejezet elbeszélője;
- egy huszonkét karátos szultáni aranypénz, a tizenkilencedik fejezet elbeszélője;
- a Halál, a huszonnegyedik fejezet elbeszélője;
- egy szín: Piros, a harmincegyedik fejezet elbeszélője;
- egy ló, a harmincötödik fejezet elbeszélője;
- két vándorló dervis, az ötvenedik fejezet elbeszélői;
- egy kávéházi mesélő;
- a gyilkos, akinek gondolatai végigkísérik a regényt.

## Magyarul
- A nevem: Piros; ford. Tasnádi Edit; Ulpius-ház, Bp., 2007, ISBN 978-963-254-045-0

## Történet
|  | Alább a cselekmény részletei következnek! |

A cselekmény 1591-ben játszódik Isztambulban, az elbeszélést egy nemrég meggyilkolt miniatűrfestő kezdi. A szép Şeküre, miután kedvese már évek óta nem tért vissza a háborúból, új férjet keres magának. Seküre édesapja egyenként magához hívatja a szeráj könyvillusztráló műhelyében dolgozó miniatúrafestőket, és illusztrációkat rendel meg tőlük egy, a szultán által titokban készíttetett könyvhöz. Az egyik miniatűrfestőt viszont hamarosan megölik…
|  | Itt a vége a cselekmény részletezésének! |

## Értelmezése
A regény egy gyilkosság és egy már régóta keresett szerelem elbeszélése, melyben keveredik a történelem, és az iszlám és a művészet közti leírás.
Az esemény az Oszmán Birodalom haldokló éveiben történik III. Murád oszmán szultán (1574-1595) uralkodása idején. Az első szám első személyben elbeszélt történet egy titkos könyv illusztrálása körül forog, tudvalevőleg, hogy az iszlám tiltja az emberi, vagy állati illusztrációkat.
Az író az eseményeket a szereplők, a hulla, a Sátán, egy aranypénz, egy szín, egy kutya, egy pénz szemszögéből mutatja.
A velencei (nyugati) iskola betör az iszlám művészetbe és olyan kérdésekkel szembesíti a regényben szereplő illusztrátorokat, mint például hogy aláírja-e egy művész a művét, vagy sem, lehet-e egy könyvben illusztráció magyarázó szöveg nélkül, stb., melyek szokatlanok a keresztény-nyugati világban.